# Michelle Branch Video Anthology
Michelle Branch: The Video Anthology es el primer DVD de videos musicales de la cantautora estadounidense Michelle Branch, lanzado por Warner Music el 1 de septiembre de 2009 a través de la tienda oficial de Branch. 

## Información
Incluye 8 videos musicales y aun audio, entre los videos están, Everywhere, All You Wanted, Are You Happy Now? y Breathe, entre otros, la fotografía de la portada fue tomada por Raphael Mazzucco. 
No se sabe la razón por la cual no se incluyeron los videos musicales de "The Game Of Love", "I'm Feeling You" y "Tennessee", "Sooner Or Later" estaba en posproducción y no fue incluido por esa razón.

## Videos musicales
1. "Everywhere"
2. "All You Wanted"
3. "GoodBye To You"
4. "Are You Happy Now?"
5. "Breathe"
6. "Leave The Pieces"
7. "My, Oh My"
8. "This Way"

## Material Extra
- "Sooner Or Later" (Audio)

- Datos: Q5393081